# 足利季世記
足利季世記（あしかがきせいき）は、長享元年（1487年）から元亀2年（1571年）までの畿内の出来事を描いた軍記物。作者は不明で、成立時期は室町時代末期から江戸時代初期の間、あるいはその内の寛永年間（1624–1644年）頃と考えられる。

## 内容
足利義尚や畠山政長の死に始まり、細川氏が分裂・衰退して、三好氏が実権を掌握する過程や、織田信長の入京に至る経緯などが記述されている。
全8巻で構成され、それぞれの巻には別称が付けられている。巻1は「畠山記」、巻2は「舟岡記」、巻3は「高国記」という名称で、これらは『三闘記』や『三部軍記』と呼ばれる全3巻の作品のそれぞれの巻の別称と同じである。『足利季世記』の巻1から巻3までの内容と『三闘記』の内容は酷似しており、『足利季世記』のこの3巻は『三闘記』をそのまま取り込んだものと考えられる。また、『足利季世記』の巻1から巻3の前半部分と内容が重複する書物として『公方両将記』があり、佐藤陸は『公方両将記』を元に『三闘記』が記されたとみている。それに対し、小秋元三八人は『三闘記』の典拠として『別本細川両家記』を挙げ、『公方両将記』の成立時期を『三闘記』や『足利季世記』より後としている。
巻4から巻8は主に『細川両家記』を書き改めたものとみられ、この他、『舟岡山軍記』などを参考にしたとみられる箇所がある。

## 構成
以下、『改訂 史籍集覧 第十三冊』所収「足利季世記目録」による。
| 巻 | 別称           | 年代                                          |
| -- | -------------- | --------------------------------------------- |
| 1  | 畠山記         | 長享元年（1487年） - 明応2年（1493年）        |
| 2  | 舟岡記         | 永正元年（1504年） - 永正16年（1519年）10月   |
| 3  | 高国記         | 永正16年（1519年）11月 - 享禄4年（1531年）6月 |
| 4  | 三好記         | 享禄4年（1531年）8月 - 天文19年（1550年）     |
| 5  | 勝軍地蔵軍記   | 天文20年（1551年） - 永禄4年（1561年）        |
| 6  | 久米田軍記     | 永禄5年（1562年） - 同11年（1568年）6月       |
| 7  | 義秋公方記     | 永禄11年（1568年）7月 - 同12年（1569年）      |
| 8  | 野田福島合戦記 | 元亀元年（1570年） - 同2年（1571年）          |

## 評価
『足利季世記』は、近世においては重要史料として扱われ、『本朝通鑑』や『重編応仁記』の典拠の1つとなっている。明治期になると『史籍集覧』に収められ、幸田露伴の昭和初期の作品「魔法修行者」「雪たたき」の依拠資料となった。しかし、現在の歴史学では『足利季世記』は重要視されていない。
内容については、同年代を描く『細川両家記』と比べて脚色が多いといわれ、また、史実との違いが度々指摘されている。
佐藤陸は、越智氏の城が落城する場面を描いた『足利季世記』巻一「鳥屋打死之事」と『公方両将記』上「和州合戦事」を比較し、『公方両将記』が歴史的事実に則り越智氏を細川政元方としているのに対し、『足利季世記』は越智氏を政元の敵として描いていると指摘している。また、佐藤は『公方両将記』上「雪敲事」において河内平野城の城将が畠山義豊とされていることを史実通りであるとし、『足利季世記』巻一の「雪タゝキノ事」で平野城将が桃井兵庫と一色某とされていることを元となる文献（佐藤は『公方両将記』とする）からの改竄と述べている。
弓倉弘年は、『足利季世記』と『細川両家記』における教興寺の戦いの記述を検討しており、三好長慶の籠る飯盛城への攻撃を畠山勢が開始した日付を『足利季世記』が永禄5年（1562年）4月5日、『細川両家記』が3月中頃とすることについて、畠山方の根来寺衆が3月に禁制を発給していることから『細川両家記』の記述が妥当としている。また、敗北した畠山高政が退いた先を『足利季世記』が烏帽子形城、『細川両家記』が高屋城としていることについても、他の史料の記述から『細川両家記』の説が妥当としている。